# 황산지

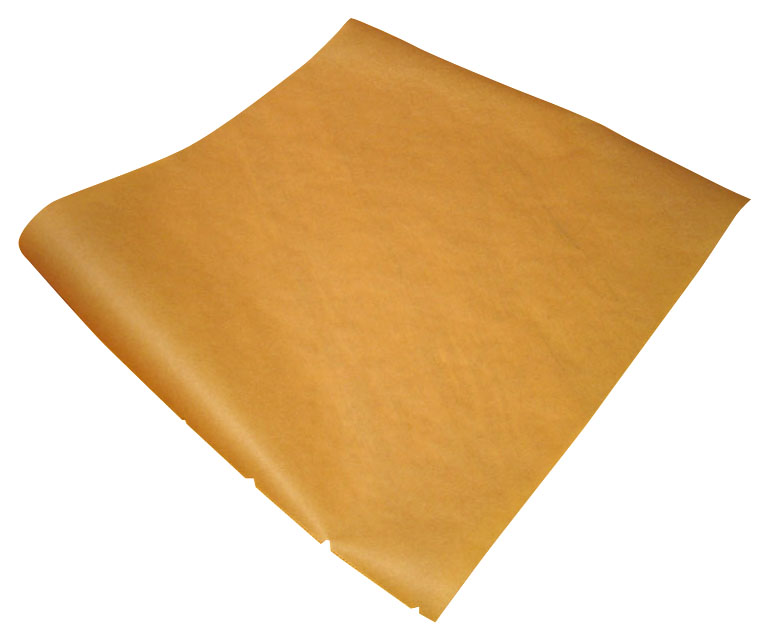
황산지

황산지(黃酸紙) 또는 유산지(硫酸紙)는 황산 용액으로 처리한 종이이다. 파치먼트 페이퍼(parchment paper)라 부르기도 한다.

## 특징
종이의 질이 균일하며, 얇고 반투명하다.

## 쓰임새
물과 기름에 잘 젖지 않아 식품이나 약품을 포장하는 데 쓴다.

## 사진 갤러리

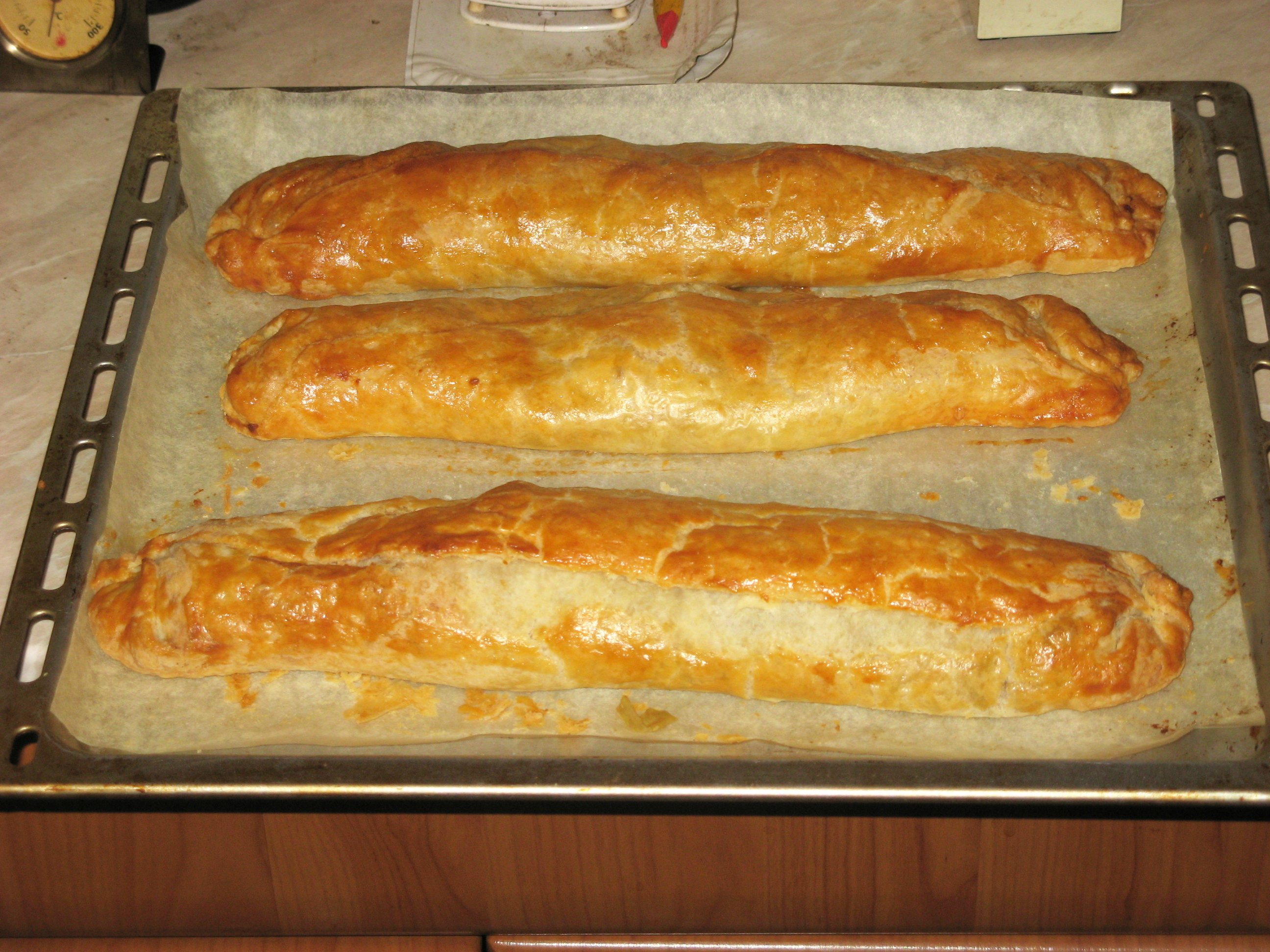
황산지 위의 슈트루델

## 같이 보기
- 아트지
- 반죽
- 박리지